# TERPROM
TERPROM (ang.- Terrain Profile Matching) je vojaški navigacijski sistem, ki primerja obliko terena s tisto shranjeno v podatkovni bazi in s pomočjo radarskega višinomera določa položaj (lokacijo). Uporablja se na letalih ali manevrirnih izstrelkih. TERPROM se uporablja tudi za preprečevanje trkov z geografskimi preprekami.
Razvit je bil leta 1977 v Britaniji za uporabo na manevrirnih raketah. TERPROM sisteme proizvaja podjetje, Plymouth UK, prej podružnica BAE Systems.
TERPROM se uporablja na sledečih letalih:
- F-16, Dassault Mirage 2000, Harrier Jump Jet, SEPECAT Jaguar, Panavia Tornado, A-10, Eurofighter Typhoon, BAE Systems Hawk, C-130 in C-17

In na maverirnih raketah
- Storm Shadow
- SOM

Podoben sistem je TFR radar, ki se uporablja za avtomatsko sledenje terenu, ne toliko za navigacijo. Komercialna potniška letala uporabljajo GPWS, ki obvešča pilota o geografskih preprekah.